# Eucithara amabilis
Eucithara amabilis é uma espécie de gastrópode do gênero Eucithara, pertencente à família Mangeliidae.